# El Transformador, Hidalgo
El Transformador är en ort i Mexiko.   Den ligger i kommunen Acatlán och delstaten Hidalgo, i den sydöstra delen av landet, 110 km nordost om huvudstaden Mexico City. El Transformador ligger 2 130 meter över havet och antalet invånare är 407.
Terrängen runt El Transformador är platt åt nordost, men åt sydväst är den kuperad. Runt El Transformador är det tätbefolkat, med 286 invånare per kvadratkilometer. Närmaste större samhälle är Tulancingo, 11,6 km sydost om El Transformador. Omgivningarna runt El Transformador är en mosaik av jordbruksmark och naturlig växtlighet.